# هاریسون ویل (ایلینوی)
هاریسون ویل (به انگلیسی: Harrisonville) یک منطقهٔ مسکونی در ایالات متحده آمریکا است که در ایلینوی واقع شده‌است.